# Bjarne Aas

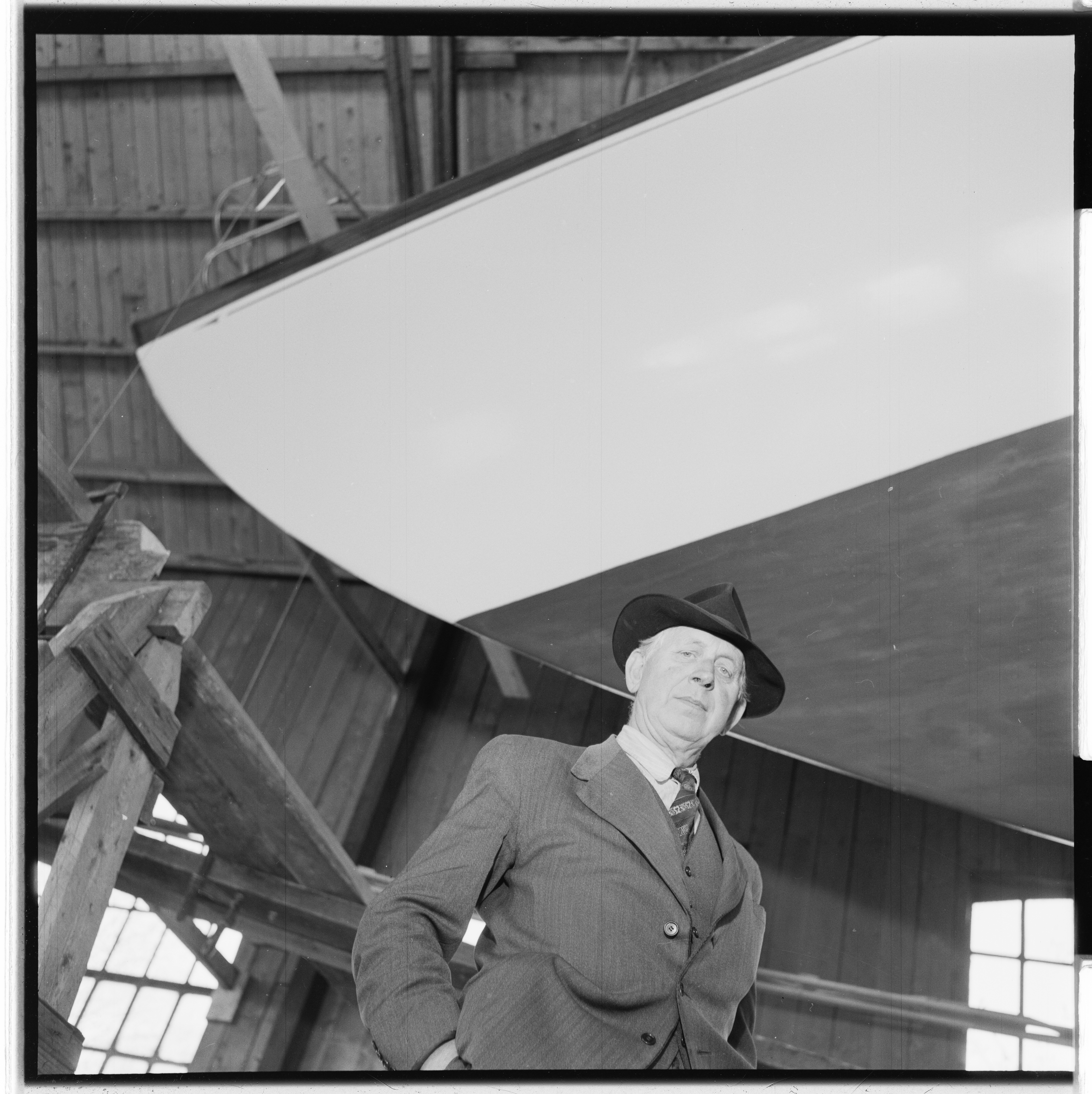
Bjarne Aas (1954)

Bjarne Aas (* 28. Februar 1886 in Kristiania, heute Oslo; † 29. März 1969 in Fredrikstad, Østfold) war ein international erfolgreicher norwegischer Segler, Werftbesitzer und Yachtkonstrukteur.
Bjarne Aas zählte neben den norwegischen Konstrukteuren Johan Anker und Colin Archer (den drei großen norwegischen A 's) zu den bedeutendsten Boots- und Yachtkonstrukteuren der ersten Hälfte des 20. Jahrhunderts weltweit.

## Leben
Seine Jugendjahre verbrachte Bjarne Aas in Kristiania, das heutige Oslo. Früh lernte er das Segeln auf Jollen in der Leangenbucht in Asker. An der technischen Hochschule in Horten studierte er Schiffbau und arbeitete nach dem Examen als Schiffbauingenieur erst in Fredrikstad, dann in Bergen und in Tönsberg. Neben seiner Arbeit beschäftigte er sich mit der Konstruktion von Segel- und Motorbooten. 1916 gründete Bjarne Aas die Norsk Gearfabrikk AS (Norwegische Getriebefabrik AG) in Fredrikstad. Nach einigen Jahren veränderte er das Produktionsprogramm. Statt Getrieben wurden nun Boote gebaut.

## Leistungen
Seinen internationalen Bekanntheitsgrad erwarb er sich vor allem durch den Entwurf und den Bau von weltweit erfolgreichen 6mR-Yachten und durch die von ihm 1936 entwickelten International-One-Design Boote (IOD-Einheitsklasse). Er entwarf und baute auch diverse Regattayachten der internationalen Meter-Klassen (10mR, 8mR, 5,5mR) Fahrtenyachten, Hochseekreuzeryachten, Lotsen-, Fisch- und Patrouillenkutter.
1922 entwarf und baute Bjarne Aas seine erste 6mR-Yacht, die Askladden. Als Regattayacht war sie nicht besonders erfolgreich. Im Eigentum des Bjarne Aas Museums segelt sie heute wieder nach einer Restaurierung.
1924 gelang ihm der Durchbruch zum international anerkannten Regattayachtkonstrukteur mit der 6mR-Yacht Elisabeth V. Die Yacht gewann die Goldmedaille bei den Olympischen Spielen von Le Havre. Durch diesen Erfolg beflügelt, wurde Bjarne Aas fortan als der Herausforderer des großen Yachtkonstrukteurs Johan Anker angesehen. Im Jahr 1925 konstruierte und baute Bjarne Aas zwei 6mR-Yachten: Die Elisabeth VI, die mit dem Steuermann Eugen Lunde, den wichtigsten aller damaligen Pokale, den Goldpokal gewann. Die skandinavischen Meisterschaften des Jahres 1925 gewann die Bjarne Aas 6mR-Yacht Flaks.
In den 1930er Jahren war Bjarne Aas auf dem Höhepunkt seiner Karriere als Yachtkonstrukteur. Er konstruierte und baute eine Reihe von 6mR-Yachten, die ihn in der ganzen Welt berühmt machten.

### Bekannteste Regattayachten
- 1922 Askladden, 6mR
- 1924 Elisabeth V, 6mR
- 1925 Elisabeth VI, Flaks, 6mR
- 1928 Sposa II, 8mR
- 1931 Elisabeth IX, 6mR
- 1933 Varg V, 6mR
- 1934 White Lady, 6mR
- 1935 Virgi, 6mR
- 1938 Anne Sophie, 8mR
- 1939 Frøya, 8mR

Nach dem Zweiten Weltkrieg konstruierte und baute Bjarne Aas eine Reihe von 5,5mR-Yachten, wie die Ding How, die Viking, aber auch die Norma VIII und Norma X des norwegischen Königs Olav.
1952 gewann die 6mR-Yacht Elisabeth X von 1947 den begehrten Goldpokal. Die Yacht segelt bis heute an der Spitze der aktiven klassischen 6mR-Yachten und wurde 2002 Vize-Europameisterin vor Kopenhagen.
In den 1960er Jahren geriet die Bootswerft von Bjarne Aas in große wirtschaftliche Schwierigkeiten. Neue Konstruktionsmethoden wurden im Bootsbau zum Standard. So optimierte Olin Stephens in den USA seine Yachtentwürfe durch Schlepptankversuche. Diese Methode lehnte Bjarne Aas kategorisch ab, da er der Meinung war, ein Yachtkonstrukteur habe sich auf sein Wissen, seine langjährige Erfahrung und sein künstlerisches Auge zu verlassen. Daneben kamen glasfaserverstärkte Kunststoffe (GFK) als Bootsbaumaterial auf den Markt und verdrängten das Holz als klassisches Baumaterial. Bootsmasten wurden nun aus dem leichten Aluminium gefertigt statt aus verleimtem Holz. 1968 meldete Bjarne Aas für die Werft Konkurs an. Sie wurde dann geschlossen.